# سبیل‌دندان
سبیل‌دندان (نام علمی: Mystacodon) نام یک سرده از زیرراسته آب‌بازسانان بی‌دندان است.